# Welche
Welche (französisch [ˈwɛlʃ], von deutsch Welsch – siehe Welsche) oder Vosgien ist ein galloromanischer Dialekt aus der Gruppe der Langues d’oïl, der in einigen Orten in den Vogesen im westlichen Elsass gesprochen wird.

## Verbreitung
Das Welche ist ein Unterdialekt des Romanisch-Lothringischen und auch mit dem Wallonischen eng verwandt. Dass es überhaupt zu einer Unterscheidung vom Lothringischen kommt, liegt daran, dass das Welche im Elsass gesprochen wird. Es wird traditionell in einigen Dörfern im Kanton Lapoutroie gesprochen und ist wie die meisten ursprünglichen Sprachen Frankreichs vom Aussterben bedroht.
Das Welche wird oberhalb von Colmar in den fünf Gemeinden Lapoutroie, Labaroche, Fréland, Le Bonhomme und Orbey gesprochen. Die Gemeinden sind teilweise durch traditionell elsässischsprachige Dörfer voneinander getrennt. Das Gebiet liegt in den Vogesen am westlichen Rand des Elsasses und hat rund 9700 Einwohner, von denen im Jahr 1983 rund 2000 (also 20 %) und 2 % der Grundschüler noch Patwé (analog frz. Patois) sprachen; am weitesten war das Welche demnach noch in Labaroche verbreitet.
Weiter nördlich im Elsass, im Val de Villé bei Neuviller-la-Roche, gibt es eine zweite romanischsprachige Enklave.

## Geschichte
Das Welche wird seit ca. 1500 Jahren in fünf Dörfern in den Vogesen gesprochen, wobei nicht geklärt ist, ob seine Sprecher auf eine einheimische galloromanische Bevölkerung zurückgehen oder später dort angesiedelt worden sind. Wahrscheinlich wurden romanischsprachige Bauern vom Kloster Saint-Dié-des-Vosges in dessen Besitzungen im Weisstal  angesiedelt. Die geographische Isolation, die bäuerliche Lebensweise und der katholische Glaube sorgten dafür, dass das Welche in einer deutsch- bzw. elsässischsprachigen Umgebung überleben konnte.
1775 beschrieb Jakob Jeremias Oberlin das Welche seines Heimatdorfes, was als erste Erwähnung des Dialekts gilt.
Vor der Abtretung des Elsass an das Deutsche Reich im Jahre 1871 beherrschten in den welchesprachigen Dörfern nur sehr wenige Menschen, zum Beispiel der Pfarrer, der Wanderlehrer und andere Beamte die französische Standardsprache – öffentliche Schulen gab es noch nicht. Nach 1871 wurden von der deutschen Verwaltung Grundschulen eingerichtet, da im Deutschen Reich die allgemeine Schulpflicht galt (in Frankreich erst ab 1881), der Unterricht wurde zweisprachig auf Deutsch und Französisch abgehalten, wie Schulbücher aus jener Zeit belegen. Nur der Religionsunterricht, die Predigten und die Gebete wurden einsprachig auf Französisch abgehalten.
Das Patois erfüllte die Funktion einer Geheimsprache, da die deutschen Verwaltungsbeamten zwar meist Französisch verstanden, aber kein Welche. Dies führte dazu, dass die Unterschiede zwischen Welche und Standardfranzösisch stärker betont wurden, um die Sprache für die kaiserliche Verwaltung noch unverständlicher zu machen. Auch während des Ersten Weltkriegs ist belegt, dass das Welche weit verbreitet war, 1900 veröffentlichte der Pfarrer von Lapoutroie eine Grammatik des Dialekts.
Mit dem Neuanschluss des Elsass an Frankreich zog auch dort das jakobinische (also zentral geleitete staatliche und einsprachig französische) Schulwesen ein, der Deutschunterricht an den Grundschulen wurde abgeschafft und der langsame Niedergang des Welche setzte ein, weil eine der Hauptfunktionen des Dialekts, die Abgrenzung von der Verwaltung einer Fremdherrschaft und sein Nutzen als Identifikationsmerkmal, jetzt wegfiel.
Aus den 1920er Jahren ist folgendes überliefert:

„Un instituteur de la vallée, jugeant que les élèves sont, dans l'expression, moins spontanés en classe qu'au dehors où ils patoisent à l'aise et de tout leur soûl, a l'idée singulière mais juste au point de vue pédagogique, de faire raconter en patois une fable de La Fontaine inscrite au programme. Les doigts des écoliers jaillissent comme des fusées. Chacun brille de faire son numéro en patois. L'inspecteur à qui ce brave maître d'école rapporte cette expérience, n'a pas assez de mots pour la fustiger.“

„Ein Lehrer im Tal, der der Meinung war, dass die Schüler in ihrer Ausdrucksweise im Klassenzimmer weniger spontan seien als außerhalb, wo sie nach Herzenslust patoisieren konnten, hatte die einzigartige, aber nach pädagogischen Gesichtspunkten gerechtfertigte Idee, eine Fabel von La Fontaine, die auf dem Stundenplan stand, im Patois erzählen zu lassen. Die Finger der Schüler stiegen auf wie Raketen. Jeder brannte darauf, seinen Vortrag im Patois zu machen. Der Inspektor, dem dieser brave Schulmeister von dieser Erfahrung berichtete, hatte nicht genügend Worte, um ihn zu ermahnen.“

Während der Besatzung des Elsasses während des Zweiten Weltkrieges erlebte das Welche noch einmal eine letzte Blütezeit, zur Abgrenzung und zum Schutz gegen die Besatzung durch Hitlerdeutschland, da das Französische in den Schulen und in der Öffentlichkeit verboten war und Deutsch als Sprache der ungeliebten Besatzer gemieden wurde. Einige Dutzend Männer aus dem Canton welche wurden zwar zwangsrekrutiert, waren aber den ganzen Krieg lang mit Deutschkursen beschäftigt und kamen nie an die Front. Eine Anekdote aus dieser Zeit berichtet von der Verwendung des Welche als Geheimsprache.

„Cet instituteur venu d'outre-Rhin, arbitrant mal un match de football, se voit cerné par ses potaches : Il o fô, il o fô, le mat' d'école. (Il est fou, le maître d'école). Une dernière fois, le patois fut une arme.“

„...dieser Lehrer, der von der anderen Rheinseite kam, wurde, weil er ein Fußballspiel als Schiedsrichter schlecht geleitet hatte, von Kindern umringt: Il o fô, il o fô, le mat' d'école. („Er ist verrückt, er ist verrückt, der Schulmeister.“) Zum letzten Mal war das patois eine Waffe.“

Nach der Befreiung wurde aber sofort auf Französisch umgeschaltet. In den Schulen wurde das Welche verboten und den Kindern wurde deutlich gemacht, dass sie mit dem Patois nicht weiter als bis zum nächsten Dorf kommen würden. Die aufkommenden Massenmedien wie das Fernsehen und die einsetzende Zuwanderung taten ein Übriges, etwa um 1950 hörten die Leute auf, mit ihren Kindern Welche zu sprechen.
In den letzten Jahren, mit der Gefahr des baldigen Aussterben ihres Dialekts vor Augen, erlebte das Welche noch einmal einen Aufschwung. In Orbey wird Welche sogar im Collège unterrichtet und die Messe wird auf Welche gehalten. Es gibt auch Aufkleber mit dem Motto No n'vlo mi peud le patwé darauf, mit denen für die Erhaltung des Dialekts geworben wird. (Standardfranzösisch: Nous ne voulons pas perdre le patois. – „Wir wollen den Dialekt nicht aufgeben“.)
An die Stelle des Welche ist heute weitgehend die regionale Umgangssprache, das français régional, getreten, eine Entwicklung, die auch dem Elsässischen widerfahren ist.

## Sprachbeispiele
| Welche        | Französisch       | Deutsch                      |
| ------------- | ----------------- | ---------------------------- |
| Nya           | non               | nein                         |
| l'èneye       | l'année           | das Jahr                     |
| lo wènyè      | l'automne         | der Herbst                   |
| lè cyerje     | la cerise         | die Kirsche                  |
| lo tchèmi     | le chemin         | der Weg                      |
| lo fermaitche | le fromage        | der Käse                     |
| lè grausse    | l'herbe           | das Gras                     |
| lo laiseye    | le lait           | die Milch                    |
| lè natche     | la neige          | der Schnee                   |
| lo pcheleye   | le pissenlit      | Löwenzahn (ugs. Bettseicher) |
| lè kmartèye   | la pomme de terre | die Kartoffel                |
| lo futa       | le printemps      | das Frühjahr                 |
| lo ru         | la rivière        | der Fluss                    |
| lè rète       | la souris         | die Maus                     |
| lo patoe      | le trou           | das Loch                     |
| lè vètche     | la vache          | die Kuh                      |
| lè valaye     | la vallée         | das Tal                      |
| lo ouèzi      | le voisin         | der Nachbar                  |

Zahlen von 1 bis 10
| Welche | Französisch | Deutsch |
| ------ | ----------- | ------- |
| in     | un          | eins    |
| douss  | deux        | zwei    |
| trâche | trois       | drei    |
| couet  | quatre      | vier    |
| sync   | cinq        | fünf    |
| choeye | six         | sechs   |
| set    | sept        | sieben  |
| oeyt   | huit        | acht    |
| nuf    | neuf        | neun    |
| deyje  | dix         | zehn    |